# Distretto di San Pablo (San Martín)
Il distretto di San Pablo è uno dei sei distretti della provincia di Bellavista, in Perù. Si trova nella regione di San Martín e si estende su una superficie di 362,49 chilometri quadrati.

Istituito il 5 gennaio 1945, ha per capitale la città di San Pablo; al censimento 2005 contava 9.459 abitanti.